# Flucht nach Rußland
Flucht nach Rußland (russisch Бегство в Россию / Begstwo w Rossiju) ist ein Roman des russischen Schriftstellers Daniil Granin, der 1994 in den Heften 7 bis 9 der russischen Literaturzeitschrift Nowy Mir in Moskau erschien. Im Jahr darauf brachte Volk und Welt in Berlin die deutsche Übersetzung von Ganna-Maria Braungardt in Buchform heraus.
Der oberflächliche Leser hält einen stark faktenorientierten, hart-kunterbunten Spionagethriller in Händen. Eigentlich aber geht der rückblickend beckmessernde Ich-Erzähler nach dem Zusammenbruch der Sowjetunion gnadenlos der Frage nach: Was wurde im Ostblock nun wirklich falsch gemacht? Das Buch kann als kleiner Beitrag zur Chronik der Sowjetunion gelesen werden. Zum Beispiel im Kontext der Ärzteverschwörung findet sich eine minutiös beschriebene Sektion der sterblichen Überreste Stalins. Oder es ist an mehreren Textstellen von der Fremdenfeindlichkeit, ja sogar vom Antisemitismus in der Sowjetunion die Rede.

## Hintergrund
Der Prosatext trägt – wie gesagt – teilweise dokumentarischen Charakter. Erzählt wird die Geschichte der beiden US-amerikanischen Kommunisten Joseph Berg und Philip Staros, Mitglieder der New Yorker Parteizelle um Ethel und Julius Rosenberg.

## Überblick
Der gebürtige New Yorker Jude Joseph Berg wird im Roman von den Amerikanern Joe Bert und von den Russen Iossif Borissowitsch Brook aus Johannesburg genannt. Seinen Freund, den Griechen Philip Staros, nennen die Amerikaner im Roman Andrea Kostas und die Russen Andrej Georgijewitsch Kartos.
Die Romanhandlung läuft über vier Jahrzehnte. Um 1950 macht das FBI in der McCarthy-Ära während der Jagd auf Kommunisten auch vor der oben erwähnten Rosenberg-Gruppe nicht Halt. Dem Physiker Joe und dem Ingenieur Andrea gelingt die Flucht nach Leningrad. Andrea nimmt Anne Hillman mit. Anna Jurjewna, wie die Russen Anne später nennen werden, läuft ihrem Ehemann davon und lässt zwei kleine Kinder im Stich. Im Auftrag der sowjetischen Luftwaffe entwickeln die beiden Emigranten in Leningrad zunächst Geräte zur Radarortung und Lenkraketen. Darauf steigen sie endgültig auf die Fachgebiete Mikroelektronik und Computerbau um. In den beiden Leningrader Labors forschten zuletzt unter Leitung Joes und Andreas über zwölftausend Mitarbeiter. Die beiden Emigranten werden nach dem Sturz Chruschtschows ihrer Posten enthoben. Andrea, enttäuscht und überarbeitet, stirbt in Russland. Joe kehrt in die Staaten zurück. Dort will er sein Verfahren zur Produktion von Computerchips zu Geld machen. Kriegsveteranen der US Air Force nennen Joe, den Lenkraketenbauer, einen Mörder.

## Inhalt
Andrea darf an der Cornell-Universität am Zyklotron arbeiten. Joe ist im Fach Flugzeugortung tätig. Er wird entlassen, studiert in Paris Musik und nimmt eine Stelle in der Prager Elektrostatik- und Halbleiterforschung an. Der Institutsdirektor, ein Professor, forscht auf dem Gebiet der mathematischen Logik. Auf Drängen der tschechoslowakischen Staatssicherheit soll Joe heiraten. Der „Südafrikaner“ hat seinen eigenen Kopf. Er will in die Sowjetunion und sich dort eine Russin zur Frau nehmen. Die junge Witwe Magda, eine Dolmetscherin bei den „Organen“, lebt mit ihm einfach so als seine Frau zusammen. Aus der aufgezwungenen Beziehung geht ein Sohn hervor.
Andrea flieht mit Anne über Mexiko nach Polen. In Warschau sind der Generalität die Hände gebunden, denn Berijas Abakumow aus Moskau interessiert sich für den Griechen, wie Andrea im Ostblock genannt wird. In Moskau dann ist die wissenschaftliche Prominenz von Andreas geistiger Potenz hellauf begeistert. Auch Joe landet in Moskau. Gespräche mit Fachkollegen ernüchtern ihn bald. Joe erfährt zum Beispiel von seinem Kollegen, dem Funktechniker A. L. Minz, etliche Wissenschaftler lässt Berija teils als Häftlinge, teils in Freiheit arbeiten. Und Kollege Rumer erzählt Joe von einer solchen Gefangenschaft in einer Geheimfirma. Joe lernt Russen kennen, die bis zu 17 Jahre Lager überstanden haben.
Die maßgeblichen Beamten wollen nichts von der amerikanischen Pseudowissenschaft Kybernetik wissen. Nachdem der verzweifelte Joe in Stalins Büro um einen Gesprächstermin ersucht hat, werden die beiden Emigranten 1952 nach Prag gebracht. Dort wartet Arbeit am Analogrechner. Es geht um die Flugabwehr. Andrea als Ingenieur wird der Leiter. Der Geheimdienstler, der die Herrschaften in den Osten bugsiert hat, wird als Doppelagent hingerichtet. Überhaupt werden die beiden Emigranten ernüchtert. Arbeitskollegen müssen Gesprächsinhalte mit dem „Griechen“ und dem „Johannesburger“ weitermelden.
Zum Glück für Joe und Andrea gibt es Offiziere, die den Computer brauchen. Endlich lassen sich die drei in Leningrad nieder. Während die Leningrader Bevölkerung teilweise in Gemeinschaftswohnungen haust, dürfen die Ausländer Einzelwohnungen beziehen. Anne hat inzwischen einen Jungen zur Welt gebracht. Nach wenigen Monaten stirbt das schwächliche Kind. Die Liebe Annes zu Andrea zerbricht über dem schmerzlichen Verlust. Anne arbeitet als Dolmetscherin und verliebt sich in den talentierten Maler Valeri Petrowitsch Michaljow, der sich recht und schlecht als Gehilfe des Leiters im Magazin moderner Kunst durchschlägt. Das Leningrader Computerlabor Joes und Andreas hat Zulauf. Junge Ingenieure fangen dort an. Nicht jeder wird eingestellt. Computer für U-Boote werden entwickelt. Als Chef hat Andrea immer einmal harte Auseinandersetzungen mit den Leningrader Inhabern der Macht. Wenn es in dem Streit nicht weitergehen will, beendet ihn der örtliche Natschalnik mit: „Wir werden dich lehren, die Parteiorgane zu achten.“ Andrea solle sich überdies hinter die Ohren schreiben, die Parteiorgane seien sogar mächtiger als der Erste Sekretär.
Vergeblich versucht der KGB, Anne zum Beschatten ihres Mannes Andrea zu überreden. Der Geheimdienst weiß über das Verhältnis der furchtlosen Frau, die keine Sowjetbürgerin ist, mit dem Maler Bescheid. Der KGB-Beamte gibt vor, er fürchte, die CIA wolle über den Maler Michaljow an Andrea herankommen. Sogleich nach dem KGB-Besuch beichtet Anne dem Maler. Michaljow löst das Verhältnis auf der Stelle. Der Maler wird in der Presse als „abtrünnig“ verteufelt. Brandstifter verwüsten sein Atelier. Anne wird auf offener Straße aufgefordert, Michaljow zur Ausreise zu überreden. Sonst drohe Verbannung nach Kolyma.
Als Chruschtschow das Leningrader Computerlabor besucht, wird nichts dem Zufall überlassen. Andrea wird aus dem Umkreis des Ersten Sekretärs instruiert, Differenzen mit den örtlichen Parteiorganen dürften nicht zur Sprache gebracht werden. Andrea redet dem Parteichef, der tatsächlich um 1962 mit Ustinow im Gefolge erscheint, den Aufbau eines „Zentrums der Mikroelektronik“ in Leningrad ein. Der stellvertretende Minister Kuleschow peitscht das geplante Vorhaben durch. Im Herbst 1963 verlangt das örtliche Parteiorgan von Andrea lediglich forsche, handfeste Resultate. Während der Diskussionen tritt Andrea ins Fettnäpfchen; beleidigt Kuleschow.
Joe verliebt sich in Milja. Das ist die Nichte des Kernphysikers Kirill Ligoschin, ehemals Mitarbeiter Kurtschatows. Milja fädelt einen Treff Joes mit dem berühmten Onkel ein. Joe, der mit den Rosenbergs befreundet war, will wissen, ob das Ehepaar tatsächlich relevante Informationen zum Bau der Atombombe an die Sowjetunion verraten hatte. Der Bauernsohn Ligoschin hasst die Sowjetmacht, weil sie seinen Vater während der Entkulakisierung nach Sibirien verbannt hatte. Der Physiker verneint die Frage nach der Relevanz. Fuchs, der – im Gegensatz zu den Rosenbergs – wirklich Verwertbares verraten habe, sei in den Staaten mit einer Gefängnisstrafe davongekommen.
Milja heiratet zu Joes maßloser Enttäuschung einen Russen. Andrea antwortet auf die Vorwürfe des örtlichen Parteiorgans mit dem Prototyp eines Minirechners, der die Leistungskenngrößen vergleichbarer US-Produktionen übertrifft. Tupolew, Mjassischtschew und Keldysch kommen und bestaunen das Wunderding. Kuleschow hingegen steht auf einem ganz anderen Standpunkt: Vorhandenes aus den USA kopieren ist effektiver. Denn wozu hat die Sowjetunion hervorragende Kundschafter? Andrea beschwert sich schriftlich bei Chruschtschow. Der Erste Sekretär wird entmachtet. Der Brief wird im Sekretariat Chruschtschows aufgefunden.
Unter Breschnew behalten das örtliche Parteiorgan und Kuleschow recht. Das „Zentrum der Mikroelektronik“ des „Demagogen“ Andrea wird geschlossen. Tupolew und Keldysch protestieren vergebens.
Joe hat Heimweh. Der erschöpfte Andrea verlässt um 1975 Leningrad und arbeitet in Moskau als Anstreicher. Ihn erreicht ein Angebot aus dem Nowosibirsker Gebiet. Dort in Sibirien soll er zum Akademiemitglied gewählt werden. Andrea geht unter einer Bedingung: Seiner Frau Anne soll die Ausreise zu ihren Kindern nach New York gestattet werden.
Die wissenschaftlichen Mitarbeiter in Sibirien sind infolge der miserablen Versorgungslage mehr an überlebensnotwendiger kleingärtnerischer Produktion als an der Entwicklung integrierter Schaltkreise interessiert. Während der Wahlprozedur zum Akademiemitglied stirbt Andrea.

## Zitat
Nach dem Zerfall der Sowjetunion herrscht in Russland die politisch ungebundene Rede. So erteilt Daniil Granin beispielsweise Rudolf Iwanowitsch Guber, dem Nestor der U-Boot-Flotte, das Wort: „Lenin war ein Feigling, Kirow ist aus Feigheit Stalin in den Arsch gekrochen, und Stalin hatte Schiß, an die Front zu fahren. Chruschtschow hat als einziger Mut bewiesen.“

## Rezeption
- 22. April 1995, Gregor Ziolkowski in der Berliner Zeitung:  Erkundungsgang in die Geschichte

## Deutschsprachige Ausgaben
- Daniil Granin: Flucht nach Rußland. Roman. Aus dem Russischen von Ganna-Maria Braungardt. Verlag Volk und Welt, Berlin 1995 (Erstauflage), 424 Seiten. ISBN 3-353-01029-7 (verwendete Ausgabe)